# Hyundai Terracan
Hyundai Terracan (type HP) var en fra slutningen af 2001 til efteråret 2006 bygget personbilsmodel fra den sydkoreanske bilfabrikant Hyundai Motor. Modellen var udviklet af Hyundai selv som mellemstor offroader og afløste Galloper. Hvor Galloper var baseret på Mitsubishi Pajero L040, var Terracan, som kun fandtes som femdørs, baseret på dens efterfølger, Mitsubishi Pajero V20.
Efter at modellen i september 2004 fik et facelift, blev produktionen i Sydkorea indstillet i oktober 2006. Den i maj 2009 introducerede SUV ix55 betragtes som efterfølger for Terracan.
I Kina blev Terracan bygget frem til sommeren 2008 under varemærket Huatai-Hyundai. Modellen bygges stadigvæk af Rongcheng Huatai Automobile i Beijing på licens under navnet Hawtai Terracan T9.

## Teknik
Hyundai Terracan var ligesom forgængeren bygget på en chassisramme. Hvor baghjulsophænget var udført som en stiv aksel, var forhjulene ophængt enkeltvis.
Som motor solgtes i Danmark den foran på langs monterede, fra Kia Carnival hentede 2,9-liters firecylindrede dieselmotor med commonrail-indsprøjtning. Den ydede frem til faceliftet i 2004 110 kW (150 hk) og derefter 120 kW (163 hk). Der fandtes også en 3,5-liters V6-benzinmotor med 143 kW (195 hk), og på andre markeder en 2,5-liters dieselmotor uden commonrail-indsprøjtning med 74 kW (100 hk). De to sidstnævnte motorer var modificerede licensudgaver af Mitsubishi-motorer. Den licensbyggede Hawtai Terracan T9 er udstyret med en firecylindret 2,4-liters benzinmotor direkte fra Mitsubishi.
Kraftoverførslen kunne foregå ved hjælp af enten en femtrins manuel gearkasse eller en firetrins automatgearkasse og en fordelergearkasse.
- Bagfra
- Hyundai Terracan (2004–2006)
- Bagfra